# Мембет
Мембет (баш. Мәмбәт) — гора (скала) на Южном Урале у реки Зилим в Гафурийском районе Башкортостана. Находится в 15 км выше по течению и в 10 км по дороге от деревни Толпарово.
Туристическая достопримечательность. Находится на территории ландшафтного природного парка «Зилим».
Наверху скалы построена смотровая площадка. В нескольких сотнях метров к югу, на левом берегу Зилима, находится гора Кузгенак.
По легенде, название произошло от имени охотника Мамбет, который когда-то пытался залезть на скалы, чтобы добраться до гнезда скопы.

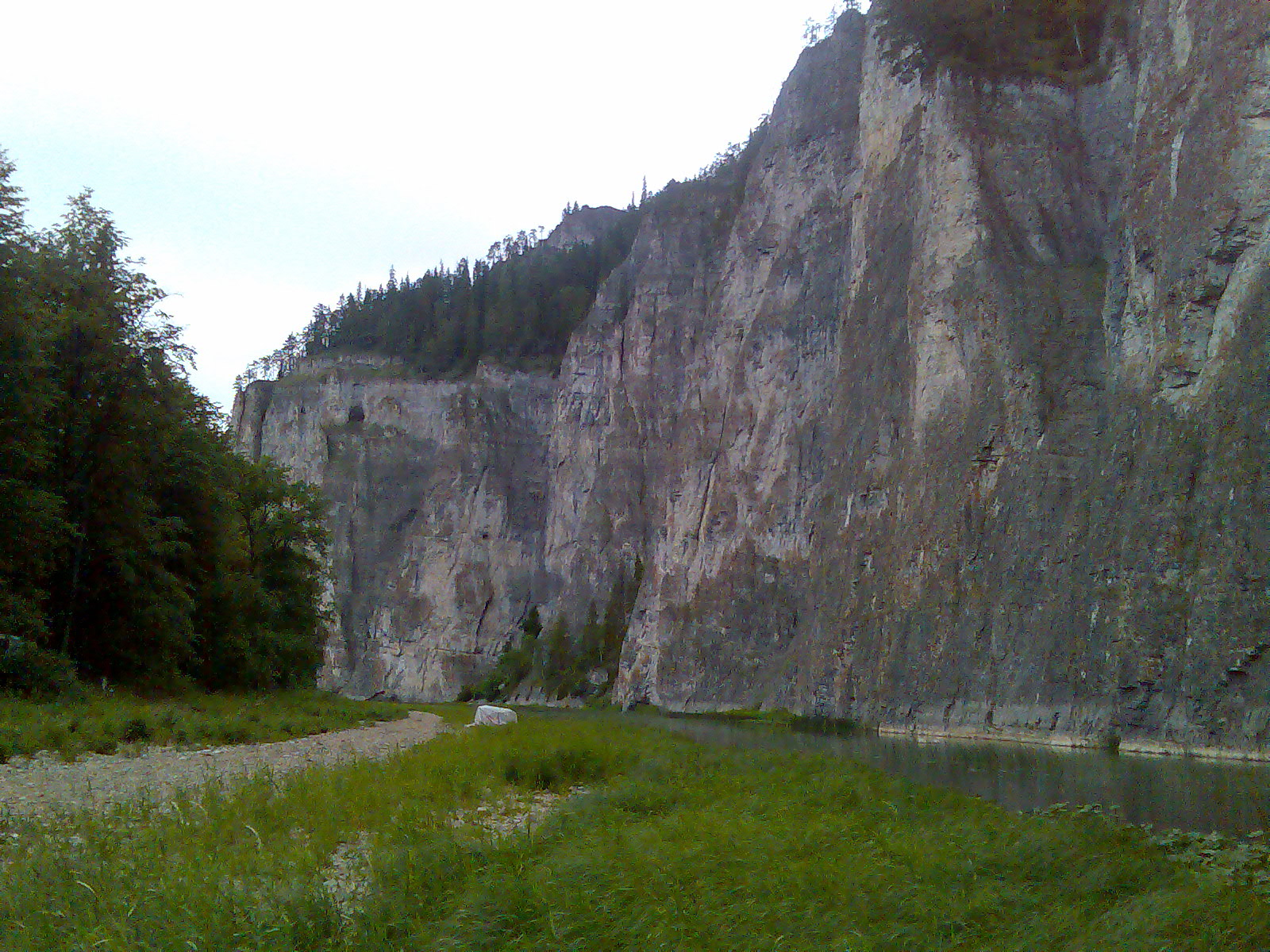
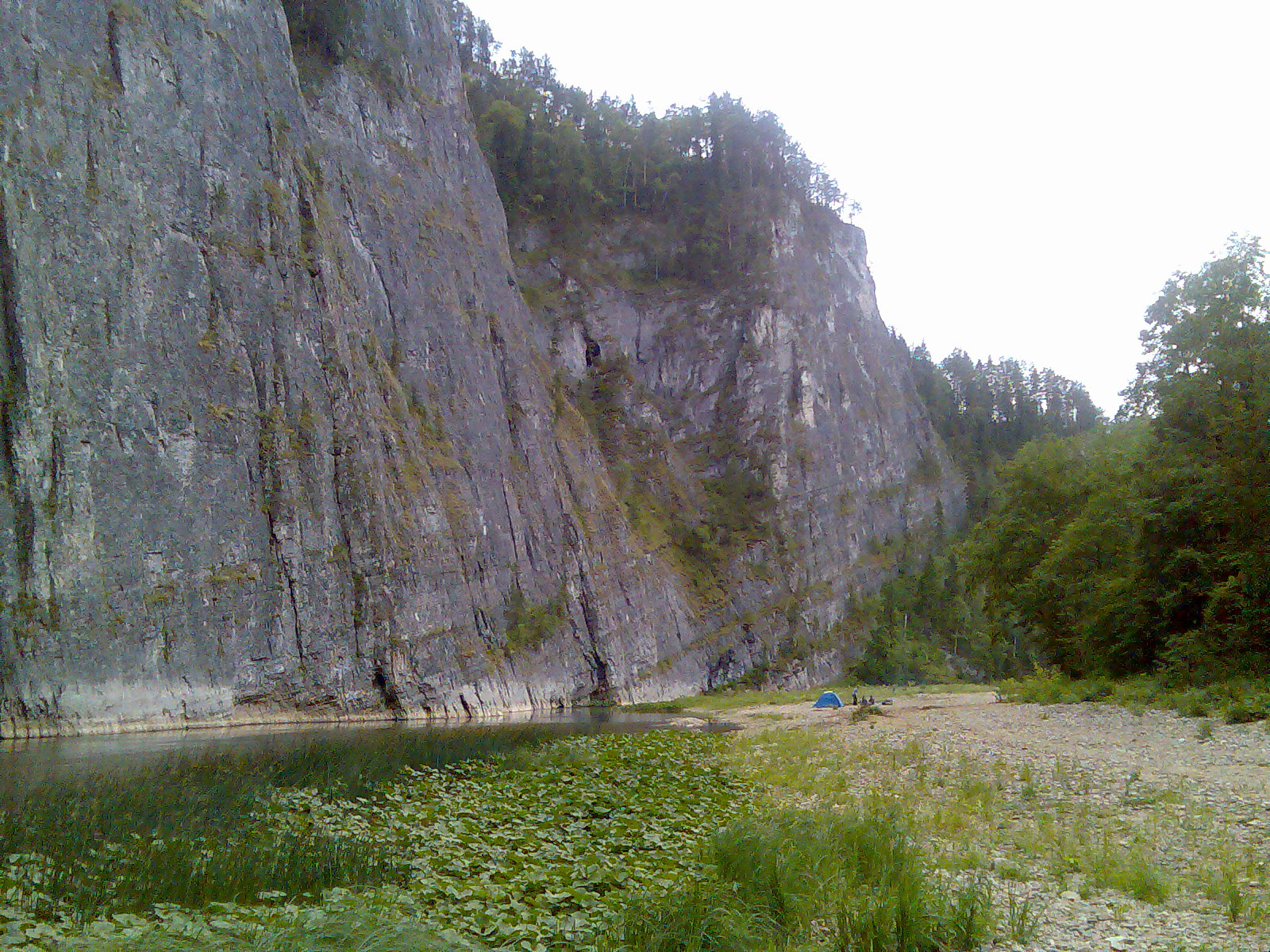
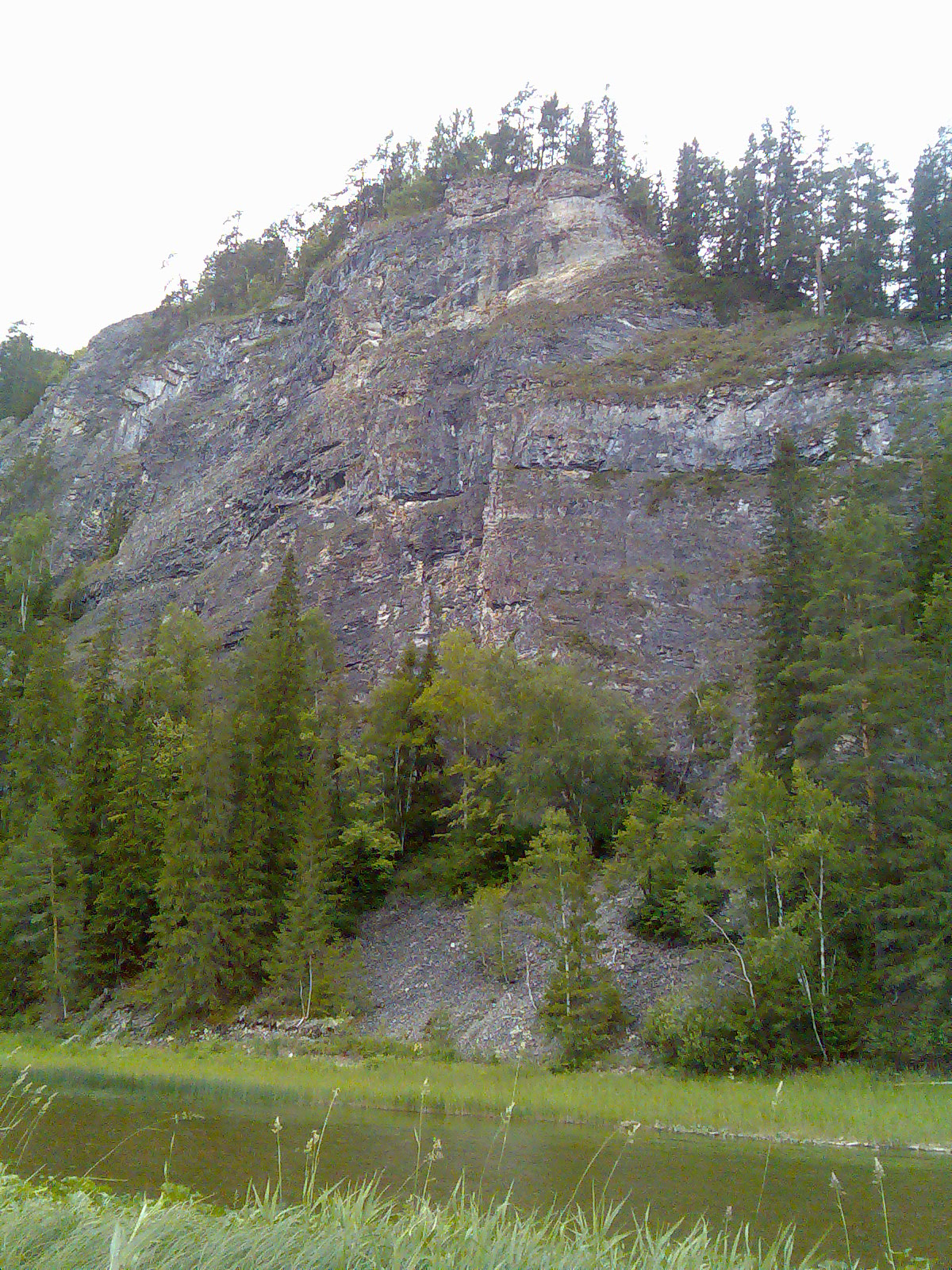
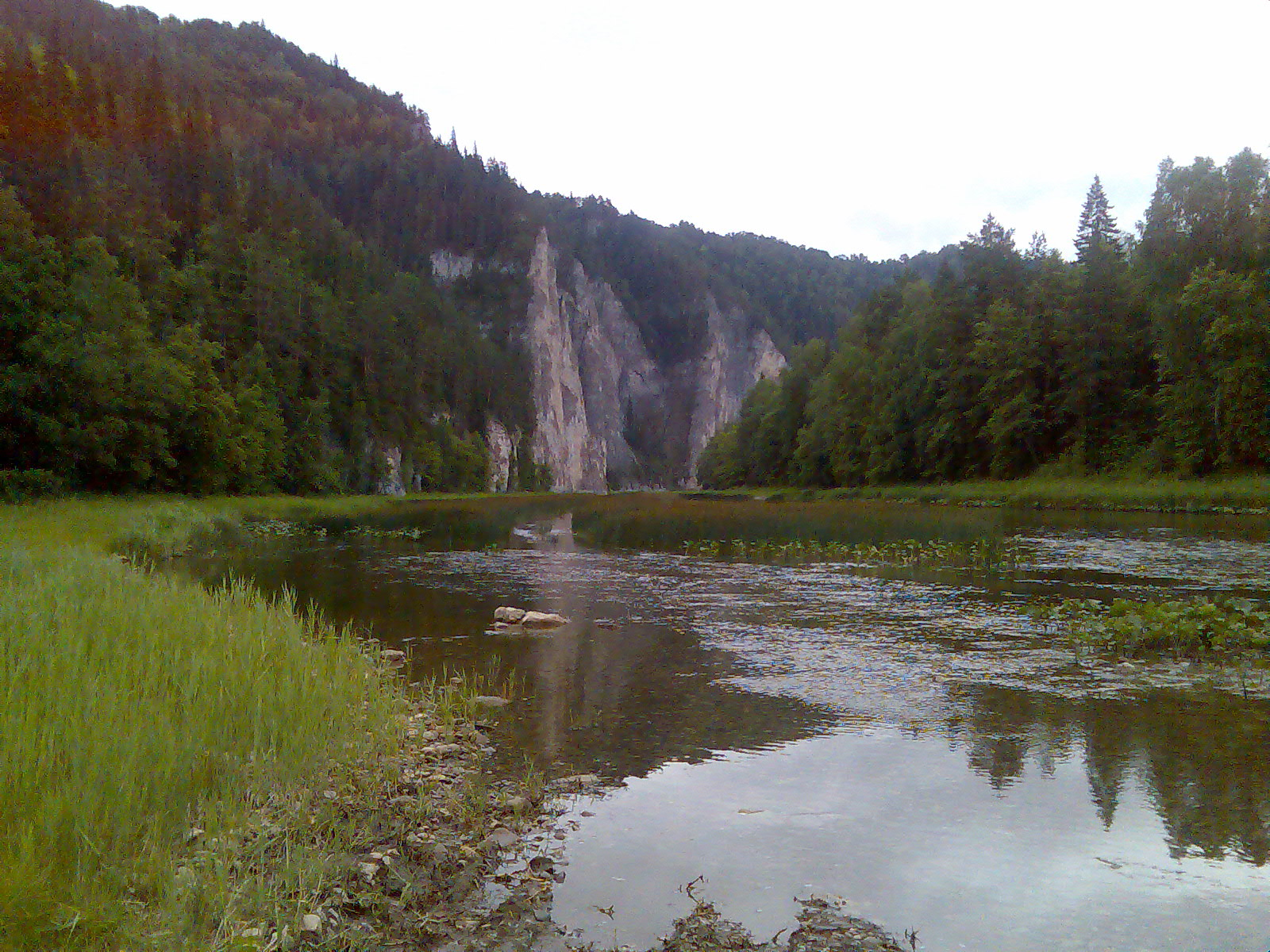